# Saer Sene
Ne doit pas être confondu avec Saër Sène.
Mohamed Saer Sene ou Saer Sene, né le 12 mai 1986 à Thiès,  est un joueur sénégalais de basket-ball. Il mesure 2,11 m, pèse 104 kg.

## Biographie

### Ses débuts
Saer Sene commence le basket-ball au Sénégal en 2001 à la SEED Basket Academy de Thiès, parrainée par Tariq Abdul-Wahad des Mavericks de Dallas.

### Son temps en NBA
Mouhamed Saer Sene est drafté en 2006 en dixième position par les SuperSonics de Seattle. Il passe deux saisons avec le club mais joue peu. À l'été 2008, l'équipe déménage dans l'Oklahoma et devient le Thunder d'Oklahoma City. Son temps de jeu diminue encore plus et le 9 avril 2009, le Sénégalais est engagé par les Knicks de New York, qui désirent améliorer leur défense. Mais il ne joue qu'un match avec l'équipe et son contrat prend fin le 31 juillet.

### Retour en Europe
Il joue la saison suivante en France pour Hyères-Toulon et termine la saison meilleur rebondeur de Pro A avec 11,3 prises par match. D'abord annoncé au Spirou Charleroi, il s'engage, en novembre 2010, avec le BCM Gravelines Dunkerque, en remplacement de Chris Owens (parti en Ukraine à Marioupol). Après des problèmes de visa, il débute finalement avec sa nouvelle équipe au mois de décembre et il remporte la Semaine des As au mois de février. En août 2011, il signe un contrat pour deux années avec le club espagnol de Fuenlabrada. Il commence la saison 2013-2014 chez les (Antibes Sharks) et signe un retour en France pour une durée de deux ans.

## Palmarès
En Club
- Semaine des As 2011

Distinctions personnelles
- Sélectionné au All-Star Game LNB 2009 avec les All-Stars étrangers (remplaçant)
- Sélectionné au Nike Hoop Summit 2006